# Mariakerk (Frankfurt an der Oder)
De Mariakerk (Duits: Marienkirche) in Frankfurt aan de Oder behoort met een lengte van 77 meter en een breedte van 45 meter tot grootste vertegenwoordigers van de Noord-Duitse baksteengotiek. Het oudste en grootste kerkgebouw van de stad wordt doorgaans als sociaal-cultureel centrum en hoogst zelden als godshuis gebruikt.

## Geschiedenis tot 1945
Het middeleeuws kerkgebouw werd in een tijdspanne van 250 jaar gebouwd. De kerk ontstond vrijwel tegelijk met de stichting van de stad en werd in de loop der eeuwen vergroot en verfraaid. In de 15e eeuw werd het kerkschip tot vijf beuken vergroot, de buitenste schepen kregen beschilderde attieken. Oorspronkelijk bezat de kerk twee torens die rond 1450 tot vier verdiepingen werden verhoogd. De laatste grote uitbreiding betrof de nieuwbouw van sacristie met galerij in de jaren 1521-1522. Op 15 mei 1826 stortte de zuidelijke toren van de kerk in, waarop de architect Karl Friedrich Schinkel een gotische decoratieve muur geheel liet verdwijnen achter nieuw metselwerk. De muur raakte in de vergetelheid en werd eerst in de jaren 1990 bij restauratiewerkzaamheden herontdekt. De ingestorte zuidelijke toren werd niet meer herbouwd.
Bijzonder zijn de drie grote gebrandschilderde vensters, die tussen 1360 en 1370 ontstonden. De in gotische stijl vervaardigde vensters bestaan uit 117 afbeeldingen van elk 83 bij 43 centimeter groot en werden door de ingezetenden van de stad gefinancierd. Als een soort stripverhaal laten de vensters het scheppingsverhaal, het leven van Adam en Eva, de bouw van Noach's ark, het leven van Christus en het verhaal over de antichrist lezen. In 1943, tijdens de Tweede Wereldoorlog, werden de vensters uit voorzorg uit de kerk gehaald en opgeslagen in Potsdam. Samen met de binnenstad van Frankfurt brandde de Mariakerk in april 1945 geheel uit. Na het oorlogseinde werden de vensters als krijgsbuit door de Russen meegevoerd naar Leningrad.

## De kerk na 1945
De sacristie en het koor werden in 1958 door de kerkelijke gemeente gereconstrueerd. De kerkdiensten konden wegens beperkte verwarmingsmogelijkheden slechts in de zomer worden gevierd. Op 27 september 1974 sloot de protestantse kerk een 99-jaar durend pachtverdrag met de stad over het verdere gebruik van de kerk. Het pachtverdrag bepaalde dat de stad de verplichting op zich nam om de ruïne ten behoeve van maatschappelijke doeleinden te restaureren. In 1979 werd begonnen met een stapsgewijze wederopbouw.
Vanaf 1990 werd de herbouw voortvarend voortgezet. In 1998 werden de daken over het koor en kerkschip herbouwd. Het 21 meter hoge dakgestoelte is het grootste houten dakgestoelte dat in de 20e eeuw in Duitsland gebouwd werd. De laatste maatregel betrof het herstel van de noordelijke toren met de restauratie van de kleurige gevel uit de ontstaansperiode. De ontdekking van kleurpigmenten aan de toren was daarbij een onverwachte verrassing. De kunstschatten van het vroeger zo rijke interieur van de Mariakerk, zoals het Mariaaltaar uit 1489, een bronzen doopvont, de 4,7 meter hoge zevenarmige kandelaar uit het einde van de 14e eeuw en de vele epitafen staan sinds 1980 in de Sint-Gertrudiskerk opgesteld.
Over het lot en verblijf van de waardevolle kerkvensters was lange tijd niets bekend. In 1997 werden 111 van de 117 delen in de collecties van de Sint-Petersburgse Hermitage teruggevonden. Bij wijze van uitzondering werd deze krijgsbuit in juni 2002 teruggegeven. De vensters werden aan de hand van oude foto's gerestaureerd en op 29 juni 2007 opnieuw ingewijd. De nog ontbrekende zes velden werden in 2007 in het Poesjkinmuseum te Moskou ontdekt. Na onderhandelingen van ruim een jaar lang keerden ook deze delen in 2008 terug naar de Mariakerk.

## Klokken
Van de kerkklokken bleef er slechts één bewaard. De behouden klok van meer dan 4000 kg zwaar werd gegoten in 1426. Sinds de restauratie staat de klok voor het westelijke portaal aan de voet van de Mariakerk. In mei 2014 ontving de kerk drie nieuwe klokken, van 5.166, 2.309 en 1.318 kilo, welke speciaal voor de Mariakerk nieuw gegoten werden. In 2023 werden twee kleinere klokken opgehangen, van 400 en 300 kilo, waarmee de kerk alle oorspronkelijke klokken weer beschikbaar waren. Ook werd een nieuwe klok van 200 opgehangen, een niet-originele toevoeging aan de kerk.

## Bibliotheek
De Mariakerk heeft een eigen bibliotheek, die uit 972 banden bestaat. Daarvan dateren er 816 uit de periode 1430 tot en met 1850. Ongeveer 90% van de oorspronkelijke bibliotheek werd in april/mei 1945 vernietigd. Het oudste boek dateert uit 1430 en betreft een (waarschijnlijk in Frankfurt aan de Oder geschreven) missaal, dat op perkament werd geschreven.

## Afbeeldingen

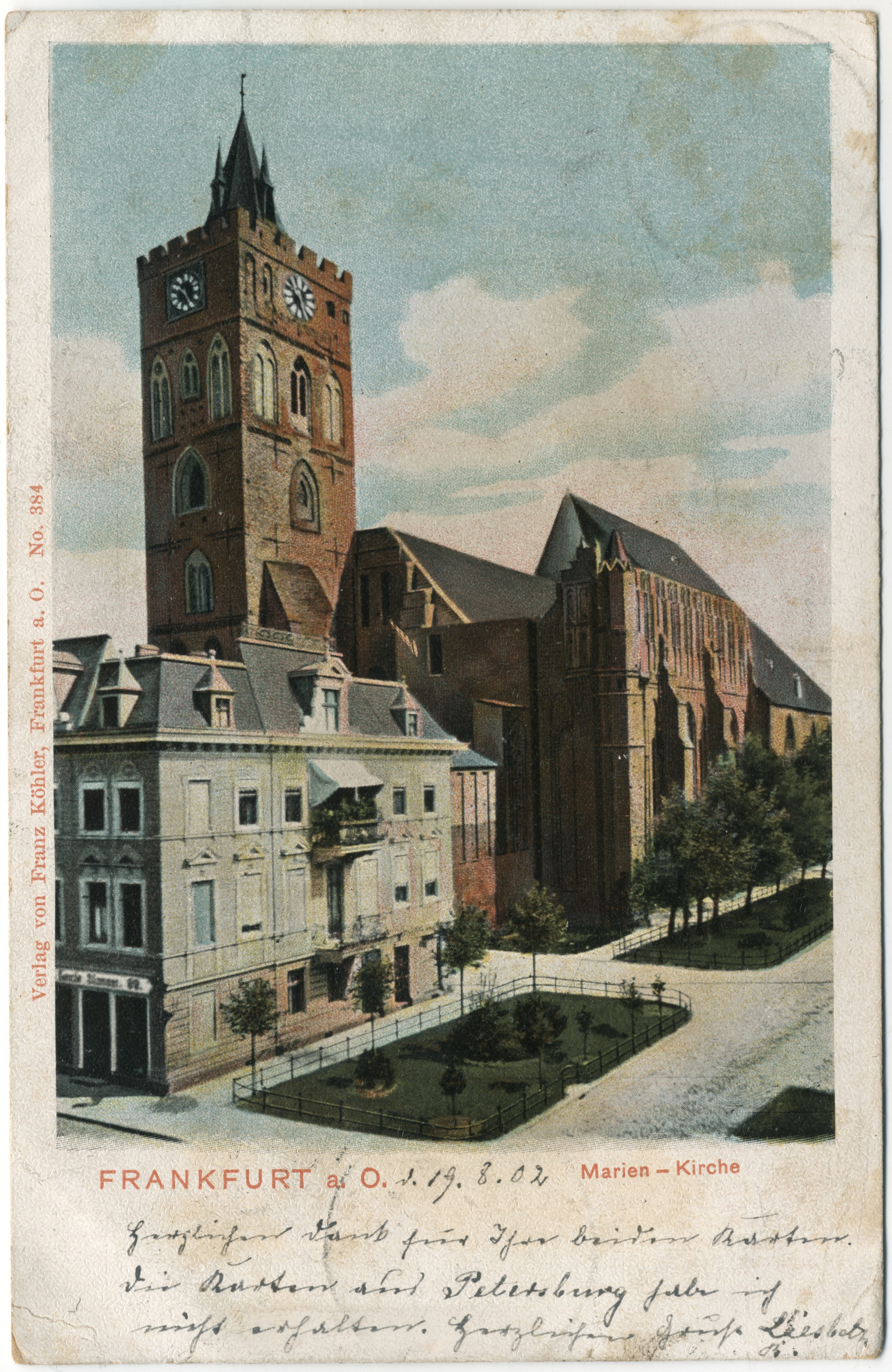
De kerk op een ansicht uit 1902
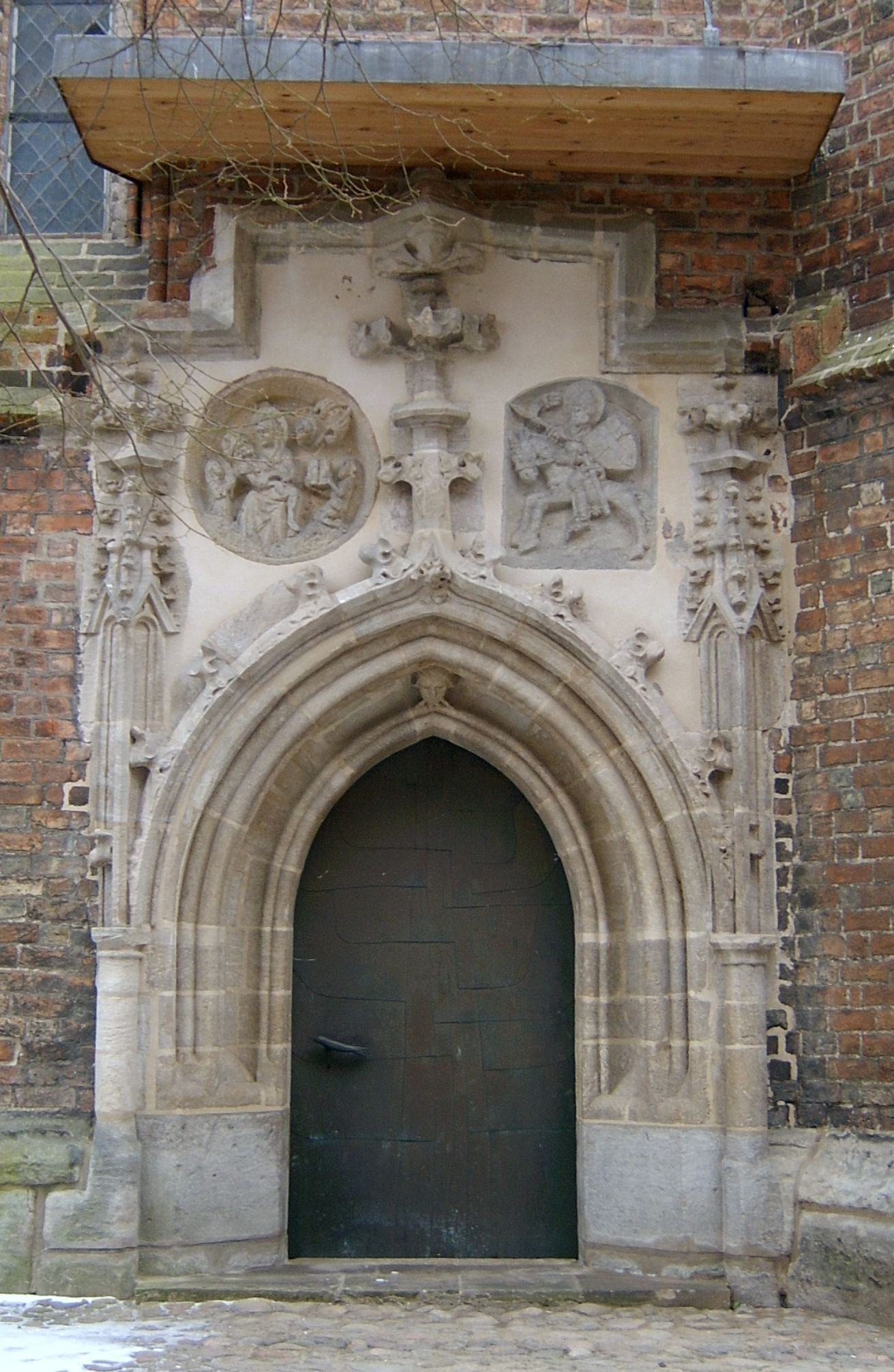
Nevenportaal
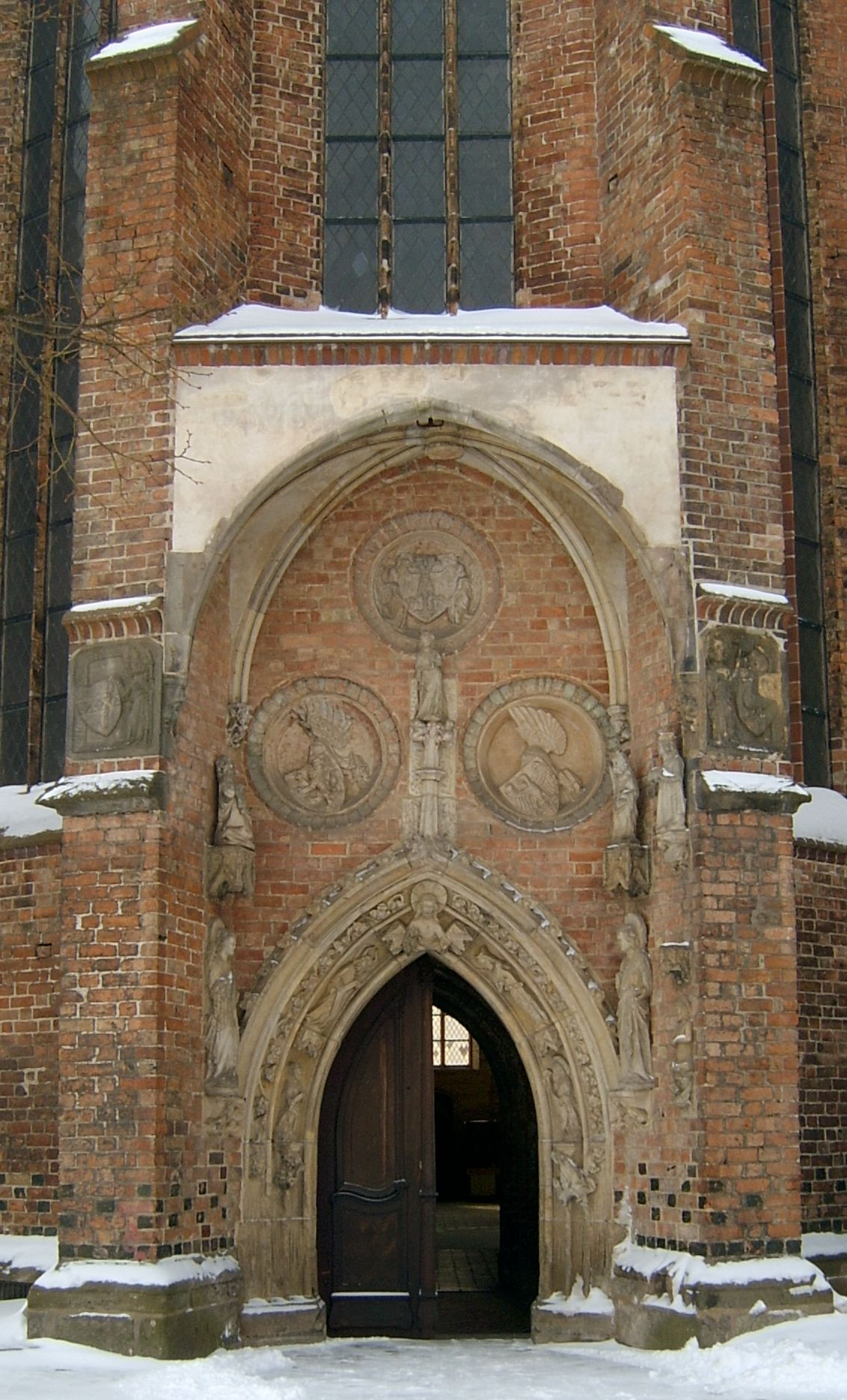
Ingang Mariakerk
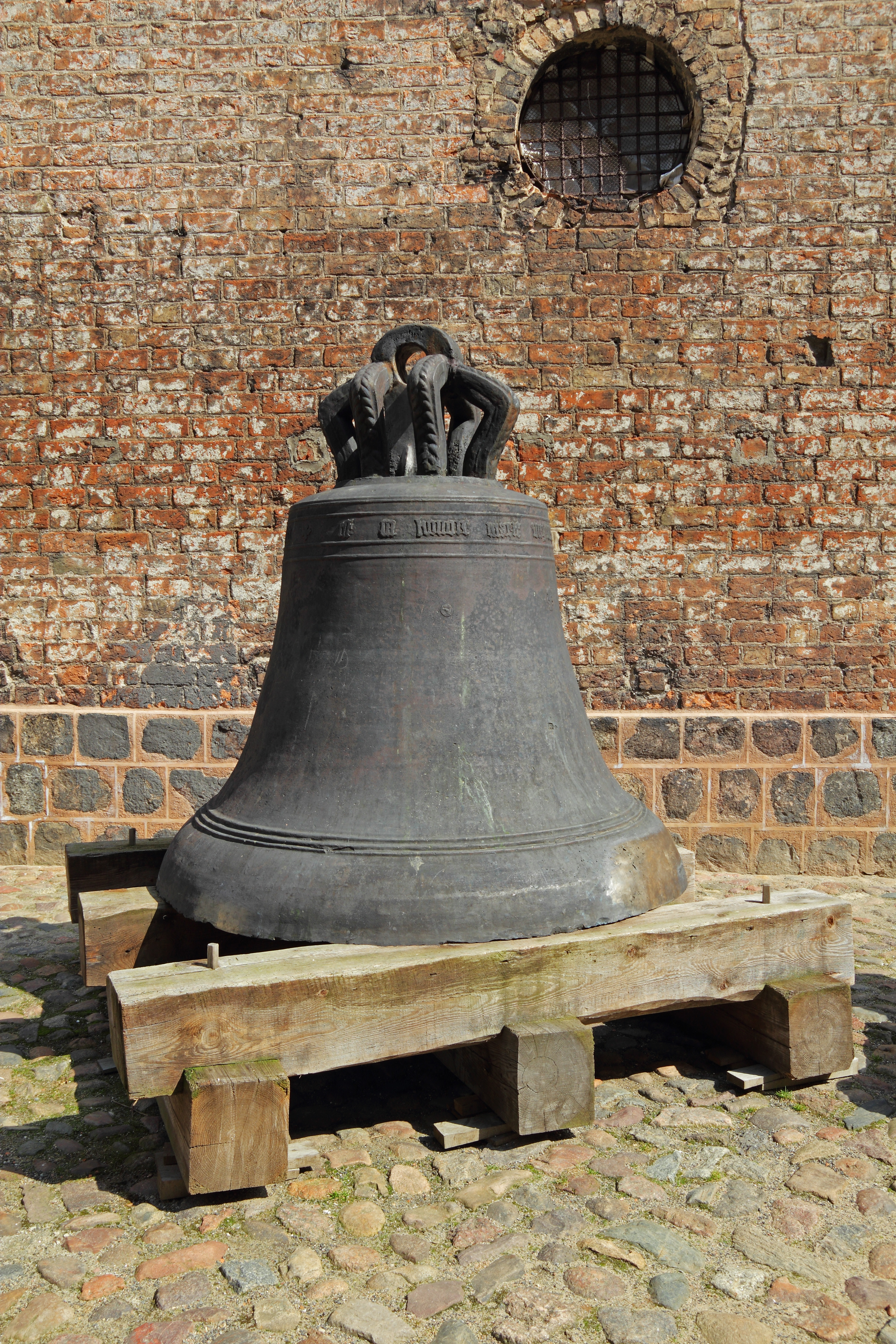
De behouden klok
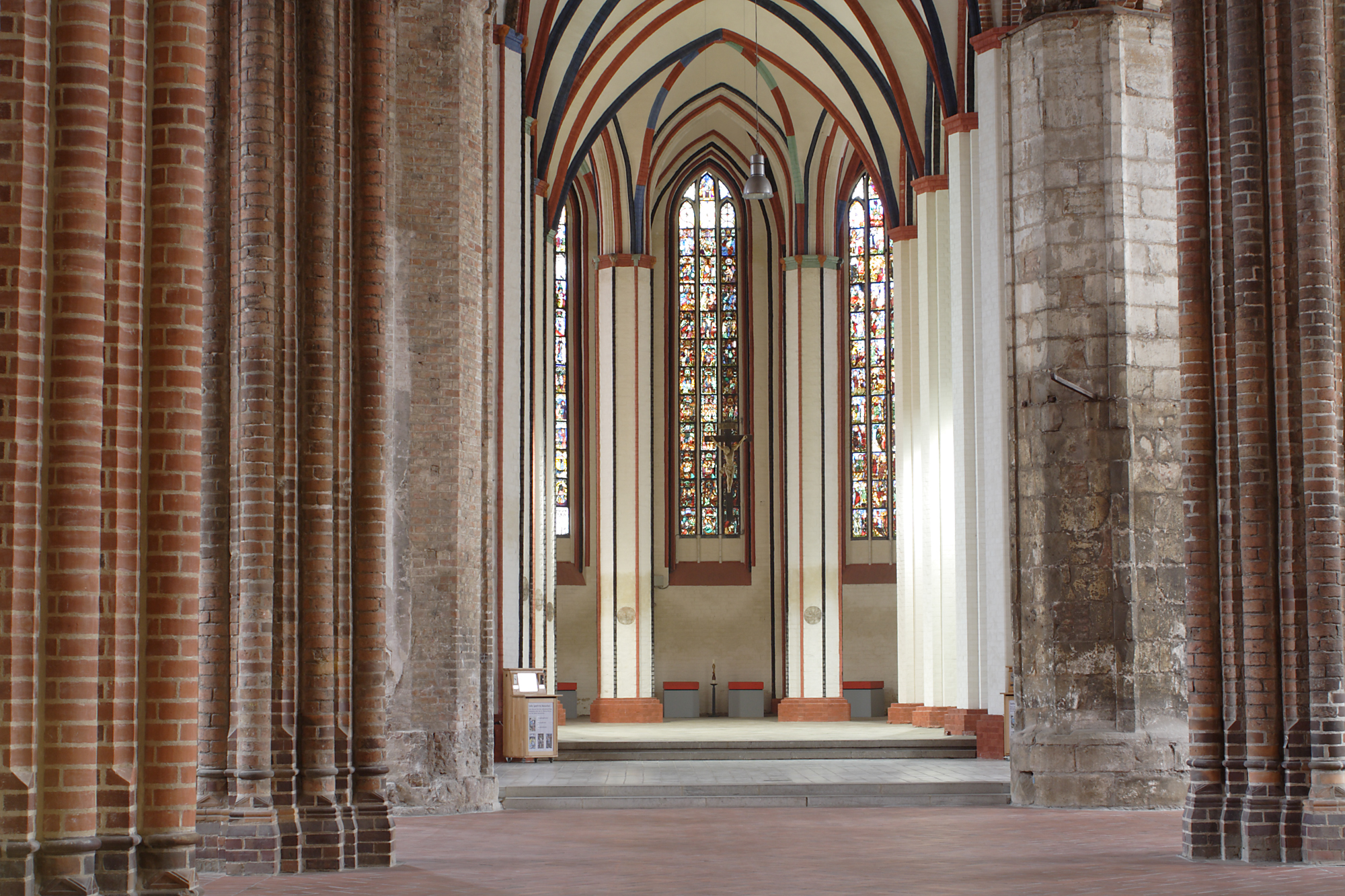
Interieur
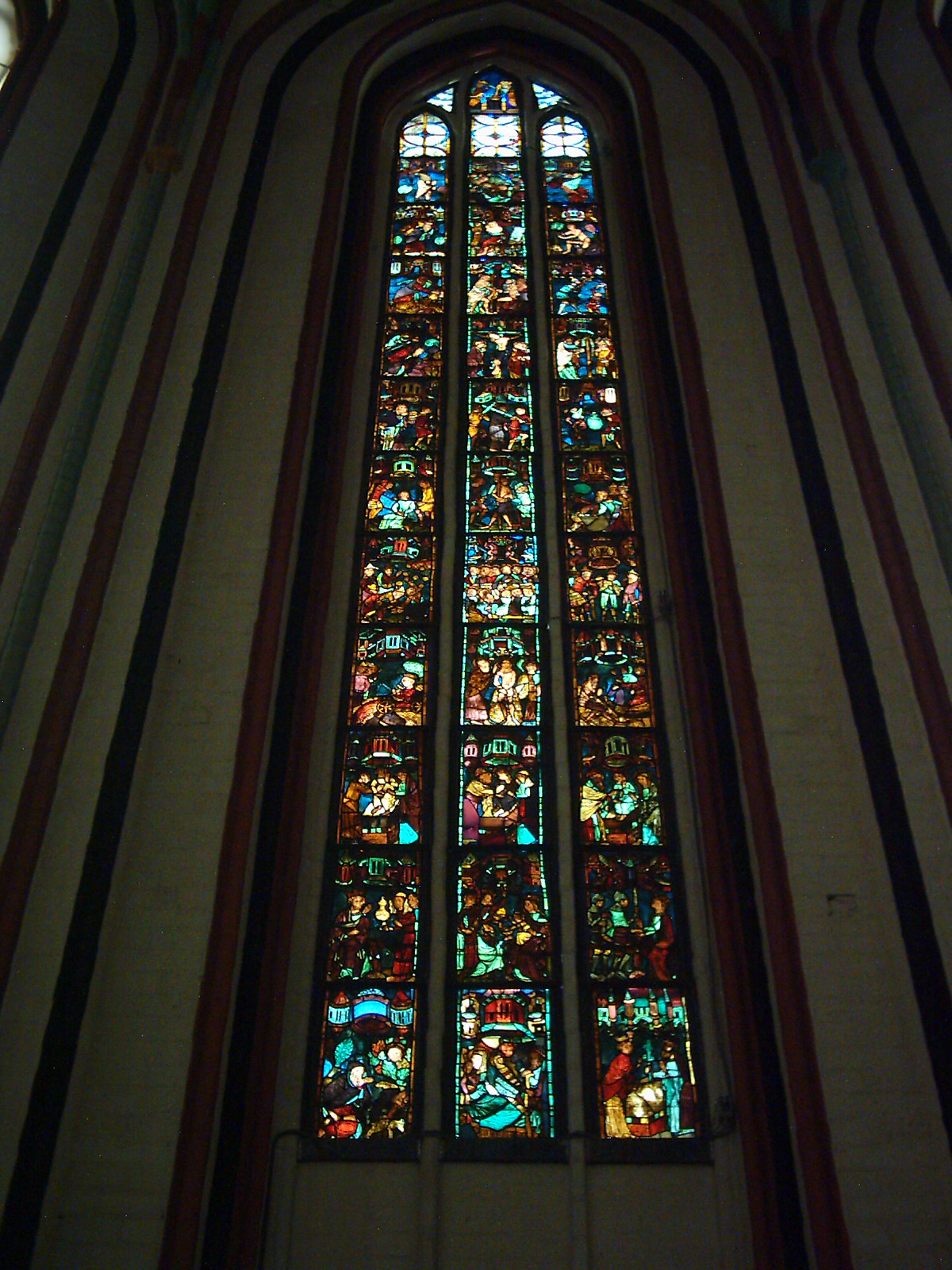
Middeleeuws venster